# Seznam kulturních památek ve Frýdku-Místku
Tento seznam nemovitých kulturních památek ve městě Frýdek-Místek v okrese Frýdek-Místek vychází z  Ústředního seznamu kulturních památek ČR, který na základě zákona č. 20/1987 Sb., o státní památkové péči, vede Národní památkový ústav jako ústřední organizace státní památkové péče. Údaje jsou průběžně upřesňovány, přesto mohou obsahovat i řadu věcných a formálních chyb a nepřesností či být neaktuální. 
Pokud byly některé části dotčeného území vyčleněny do samostatných seznamů, měly by být odkazy na tyto dílčí seznamy uvedeny v úvodu tohoto seznamu nebo v úvodu příslušné sekce seznamu.

## Frýdek
- Seznam kulturních památek ve Frýdku

## Místek
- Seznam kulturních památek v Místku

## Chlebovice
|  |  | Hledat fotografie a kategorie ve Wikimedia Commons podle rejstříkového čísla památky | Nahrát snímek k tomuto tématu do úložiště Wikimedia Commons |  |

|  | Kategorie „Fojtství (Chlebovice) “ na Wikimedia Commons | Hledat fotografie a kategorie ve Wikimedia Commons podle rejstříkového čísla památky | Nahrát snímek k tomuto tématu do úložiště Wikimedia Commons |  |

|  |  | Hledat fotografie a kategorie ve Wikimedia Commons podle rejstříkového čísla památky | Nahrát snímek k tomuto tématu do úložiště Wikimedia Commons |  |

## Lískovec
|  | Kategorie „Church of Saints Simon and Jude (Lískovec) “ na Wikimedia Commons | Hledat fotografie a kategorie ve Wikimedia Commons podle rejstříkového čísla památky | Nahrát snímek k tomuto tématu do úložiště Wikimedia Commons |  |

|  |  | Hledat fotografie a kategorie ve Wikimedia Commons podle rejstříkového čísla památky | Nahrát snímek k tomuto tématu do úložiště Wikimedia Commons |  |

## Lysůvky
| Památka                               | Fotografie                                                                 | Rejstříkové číslo v ÚSKP                                                             | Sídelní útvar                                               | Poloha                                | Popis a poznámky                      |
| ------------------------------------- | -------------------------------------------------------------------------- | ------------------------------------------------------------------------------------ | ----------------------------------------------------------- | ------------------------------------- | ------------------------------------- |
| Kostel Panny Marie Sněžné (Q37812869) | \| \| \| \| \| \|                                                          | 100872 Pam. katalog MIS                                                              | Lysůvky                                                     | 49°40′3,63″ s. š., 18°17′44,49″ v. d. | Památkově chráněno od 11. února 2004. |
|                                       | Kategorie „Church of Our Lady of the Snow (Lysůvky) “ na Wikimedia Commons | Hledat fotografie a kategorie ve Wikimedia Commons podle rejstříkového čísla památky | Nahrát snímek k tomuto tématu do úložiště Wikimedia Commons |                                       |                                       |

## Skalice
| Památka                                    | Fotografie                                                         | Rejstříkové číslo v ÚSKP                                                             | Sídelní útvar                                               | Poloha                                | Popis a poznámky |
| ------------------------------------------ | ------------------------------------------------------------------ | ------------------------------------------------------------------------------------ | ----------------------------------------------------------- | ------------------------------------- | --- |
| Kostel svatého Martina s farou (Q21992966) | \| \| \| \| \| \|                                                  | 20456/8-705 Pam. katalog MIS                                                         | Skalice                                                     | 49°39′7,17″ s. š., 18°25′10,44″ v. d. | kostel sv. Martina, fara čp. 91 (ohradní zeď s bývalou márnicí), kamenný kříž · Zapsáno do státního seznamu před rokem 1988. |
|                                            | Kategorie „Church of Saint Martin (Skalice) “ na Wikimedia Commons | Hledat fotografie a kategorie ve Wikimedia Commons podle rejstříkového čísla památky | Nahrát snímek k tomuto tématu do úložiště Wikimedia Commons |                                       | |